# Trachelas fanjingshan
Trachelas fanjingshan là một loài nhện trong họ Trachelidae.
Loài này thuộc chi Trachelas. Trachelas fanjingshan được miêu tả năm 2009 bởi Zhang, Fu & Zhu.